# 이리동중학교 축구부
이리동중학교 축구부는 전라북도 익산시에 위치한 이리동중학교의 축구부이다. 이리동중학교가 운영하는 축구부로 1953년에 창단하였다. 현재 명칭은 이리동fc U15 이고, 감독 유원섭(전북현대 출신), 김승범 코치 등이 지도하며, 출신 선수로는 서명관(올림픽대표 및 현프로선수) 등이 있다. 2009년 지역리그를 포함 22연승 및 오룡기 8연승 등 총 30연승 이라는 한국축구 역사상 유례없는 대기록을 세웠다.
.2025 금석배 전국 중학생 축구대회 준우승

## 2009년 왕중왕전 22연승에 이어 오룡기 8연승 등 30연승 기록은 아직까지 깨지지 않고 있는 대역사다.
현재는 클럽화되어 이리동fc로 거듭났다. 이리동fc U15
2009년 이리동중은 지역리그를 포함 22연승이라는 한국축구 역사상 유례없는 대기록으로 2009대교눈높이 전국중학교축구리그 왕중왕전 초대 챔피언에 올랐다.
(2009년 왕중왕전 22연승에 이어 오룡기 8연승 등 30연승 기록은 아직까지 깨지지 않고 있는 대역사다.)
2019년 제55회 추계 한국중등축구연맹전 우승
고학년 백호그룹
(초등부 이리동풋볼스포츠클럽 사단법인 과는 관련이 없다)

## 같이 보기
- 이리동중학교